# Juan José Collantes Guerrero
Juan José Collantes Guerrero (San Fernando, Cadis, Espanya, 7 de gener de 1983) és un futbolista espanyol que començà la seva carrera a les categories juvenils del Vila-real CF i que juga d'extrem al Sabadell des del 2012.
Juan José Collantes va jugar al Vila-real Juvenil fins a anar-se'n al CD Onda, després va marxar al Palamós, fins a recalar en el filial del Racing de Santander. Finalment va acabar fitxant pel Rayo Vallecano.
Al Rayo va disputar un total de sis temporades. Les quatre primeres a segona divisió B. L'any 2008 el seu equip ascendeix a Segona Divisió; Collantes va tenir una estadística de 12 gols.
Ja en Segona Divisió amb el Rayo, completa la campanya 2008-2009, disputant un total de 32 partits i marcant 4 gols.
La temporada següent, la 2009-2010, només disputa 4 partits amb el conjunt rayista. Al mercat hivernal de fitxatges de la temporada 2009/10, Collantes recala en les files del Granada, amb el qual ascendeix a Segona Divisió.
La temporada 2010-2011, tan sols un any després, va ascendir a Primera divisió amb el Granada; després d'això, el Cartagena el va fitxar per a la temporada 11-12. Durant la temporada 2011/2012, disputa 39 partits i marca 8 gols amb l'equip albinegre. El juliol de 2012 confirma el seu fitxatge pel Sabadell per a la temporada 2012/2013, i després va passar per Alcorcón, UCAM Murcia, Elche, i el 2018-2019 va retornar a UCAM Murcia.